# Pijanowice
Pijanowice – osada w Polsce położona w województwie wielkopolskim, w powiecie gostyńskim, w gminie Krobia.
Wieś szlachecka Pyanowice położona była w 1581 roku w powiecie kościańskim województwa poznańskiego.
W okresie Wielkiego Księstwa Poznańskiego (1815-1848) miejscowość należała do wsi większych w ówczesnym pruskim powiecie Kröben (krobskim) w rejencji poznańskiej. Pijanowice należały do okręgu gostyńskiego tego powiatu i stanowiły odrębny majątek, którego właścicielem była wówczas (1846) Ludwik Dzierzbicki. Według spisu urzędowego z 1837 roku wieś liczyła 149 mieszkańców, którzy zamieszkiwali 16 dymów (domostw).
W miejscowości był przystanek kolejowy Pijanowice.
W latach 1975–1998 miejscowość administracyjnie należała do województwa leszczyńskiego.